# Tit Quinti Flaminí (cònsol 123 aC)
Tit Quinti Flaminí (en llatí: Titus Quinctius T. f. T. n. Flamininus) va ser un magistrat romà de l'època de la República. Era de la família dels Flaminí, una branca de la gens Quíntia, i era fill de Tit Quinti Flaminí.
Va ser elegit cònsol l'any 123 aC junt amb Quint Cecili Metel Baleàric. Ciceró, que l'havia conegut en la seva joventut, diu que era analfabet, però parlava el llatí amb elegància. En el seu consolat es va fundar la colònia de Cartago encara que Titus Livi i Plutarc la situen a l'any següent, sota el segon tribunat de Gai Grac.